# HIP 13044
Désignations
HIP 13044 est une étoile géante rouge située à environ ∼ 2 380 a.l. (∼ 730 pc) du système solaire dans la constellation du Fourneau.

## Origine extragalactique
L'étoile faisait partie d'une autre galaxie, qui fut absorbée par la nôtre il y a 6 à 9 milliards d'années. Les restes de la galaxie forment le courant de Helmi.

## Annonce d'un système planétaire

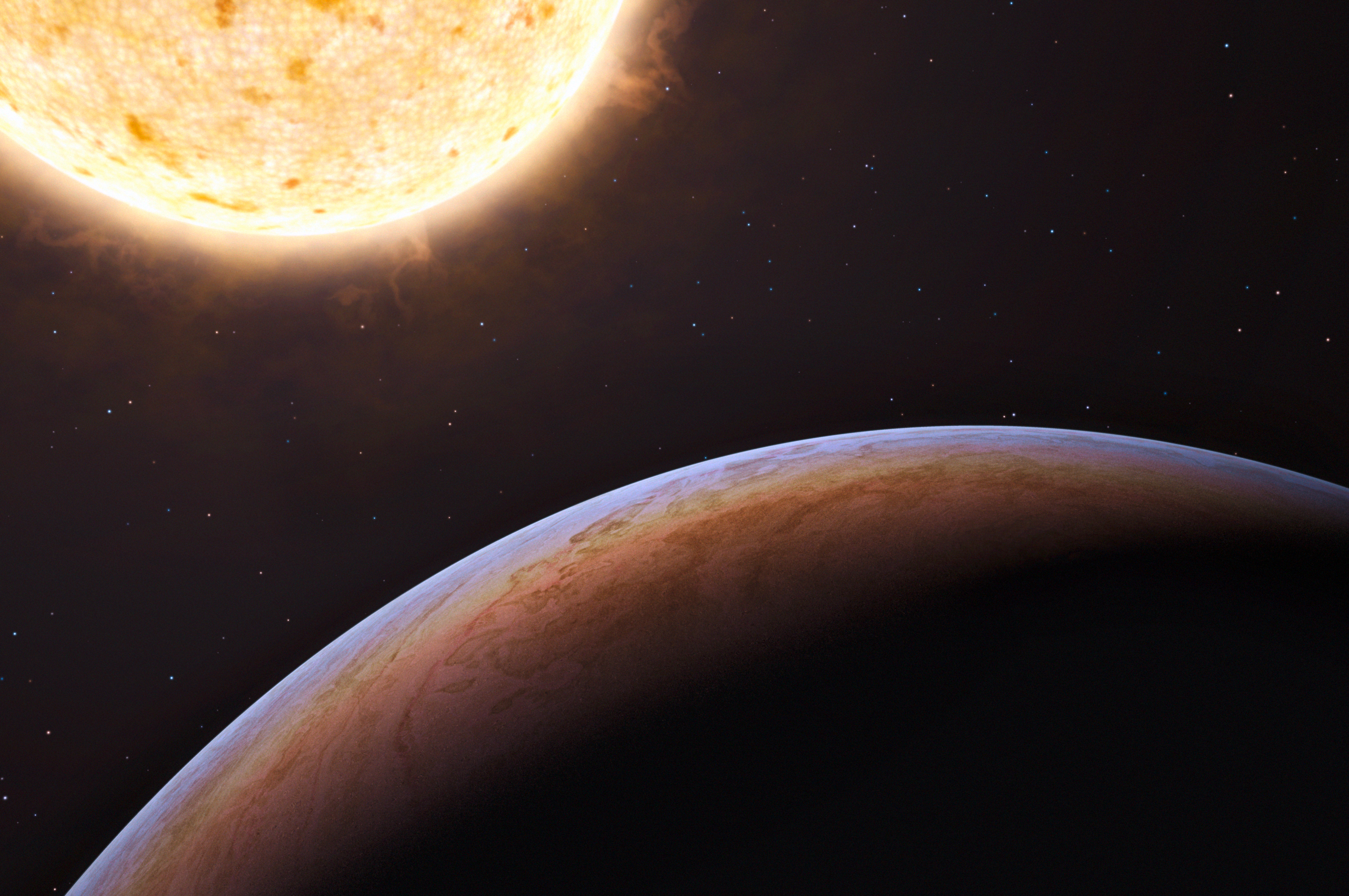
Vue d'artiste de HIP 13044 b.

La découverte d'une planète, HIP 13044 b, une géante gazeuse avec une orbite de 16,2 jours, est annoncée le 18 novembre 2010 par Johny Setiawan et al.. Les scientifiques ont utilisé la méthode des vitesses radiales et ont rapporté qu'il s’agissait de la première observation d'une exoplanète d'origine extragalactique. Son étoile-mère faisait partie d'une autre galaxie au moment de sa formation supposée, et cette galaxie fut absorbée par la nôtre.
Si cette découverte avait été correcte, elle aurait eu des implications pour les processus de formation planétaire dans les systèmes à faible métallicité, ainsi que pour la survie des planètes dont l'étoile-mère est une géante ayant subi une expansion.
Une analyse subséquente des données a révélé des problèmes dans la détection : par exemple, une correction erronée du barycentre avait été appliquée. La même erreur avait d'ailleurs mené à des découvertes de planètes autour de HIP 11952, également rétractées. Après avoir appliqué les corrections, il n'y avait plus de signes de la planète orbitant l'étoile.